# 張静初
張 静初（チャン・チンチュー、チャン・ジンチュー、1980年2月2日 - ）は、中国福建省永安出身の女優。本名：張 静。身長165cm、体重46kg、星座は水瓶座。

## 人物・経歴
1980年、福建省永安の一般家庭に産まれる。13歳で福建省芸術師範学校美術クラスに入学し、卒業後上京。北京の中央戯劇学院導演（監督）系に進学した。
中央戯劇学院卒業後、芸名を本名の張 静から張 静初へ改める。映画やテレビドラマなどで活動し、しばらくは無名の日々を送ったが、2003年、撮影スタッフの推薦により顧長衛（グー・チャンウェイ）監督の『孔雀 我が家の風景』にカオ・ウェイホン役で出演。同作が2005年の第55回ベルリン国際映画祭で銀熊賞を受賞したことで、一躍脚光を浴びるようになった。また、英語で行われた各国外メディアのインタビューにも流暢な英語で応じた。
2005年11月5日に開幕した第5回彩の国さいたま中国映画祭では、出演した『花嫁大旋風』（映画祭上映題。後の劇場公開題は『雲南の花嫁』）が出品され、初来日した。2006年、『芳香之旅』で第30回カイロ国際映画祭の最優秀主演女優賞を受賞。2007年には『ラッシュアワー3』に出演し、ハン大使の娘・スーヤン役を演じたことから、国際的にも注目を集め、中国国内では、「小章子怡（リトル チャン・ツィイー）」とも呼ばれた。
2008年には独・中・仏合作の『ジョン・ラーベ 〜南京のシンドラー〜』で架空人物の琅書を演じた。2009年の『夜と霧』で第29回香港電影金像奨最優秀主演女優賞にノミネート。2010年には『唐山大地震』で第47回金馬奨最優秀助演女優賞にノミネートされた。2018年、『プロジェクト・グーテンベルク 贋札王』でも香港電影金像奨最優秀主演女優賞にノミネートされている。2019年、中日合作映画『オーバー・エベレスト 陰謀の氷壁』に出演。

## 出演作品

### 映画
※上映年、日本語題、（原題）、役名の順。日本語題のないものは日本未公開。
- 2001年 （索密婭的選択） - 索密婭（ソミア） 役
- 2003年 （情義両重天） - 肖鋒 役
- 2004年 孔雀 我が家の風景（孔雀） - カオ・ウェイホン 役
- 2005年 （七夜） - 阿桂 役
- 2005年 雲南の花嫁（花腰新娘） - フォンメイ 役
- 2005年 セブンソード（七剣） - リィウ・ユィファン 役
- 2006年 （芳香之旅） - 玉芬 役
- 2006年 ジェイド・ウォリアー（Jadesoturi、玉戦士） - ピン・ユー 役
- 2007年 プロテージ/偽りの絆（門徒） - フェン 役
- 2007年 ラッシュアワー3（Rush Hour 3） - スーヤン 役
- 2008年 ビースト・ストーカー/証人（証人） - アン 役
- 2009年 （紅河） - 阿桃 役
- 2009年 ジョン・ラーベ 〜南京のシンドラー〜 （John Rabe） - 琅書 役
- 2009年 夜と霧（天水圍的夜與霧） - ウォン・ヒウリン 役（日本では第22回東京国際映画祭で上映）
- 2009年 盗聴犯〜死のインサイダー取引〜（竊聽風雲） - マンディ 役
- 2010年 （A面B面） - 柳悦 役
- 2010年 マーシャル・シティー〜超人大戦（全城戒備） - チェン刑事 役
- 2010年 唐山大地震（唐山大地震） - ファン・ドン 役
- 2010年 （唐伯虎点秋香2） - 秋香 役
- 2010年 （守望者） - 紅姐 役
- 2012年 ぼくとママの追いかけっこ（我的影子在奔） - ママ 役（日本ではキンダー・フィルム・フェスティバル2014で上映）
- 2013年 ゴールデン・スパイ（天機•富春山居図） - リン 役
- 2015年 ミッション:インポッシブル/ローグ・ネイション（Mission: Impossible - Rogue Nation） - ローレン 役
- 2016年 スカイ・オン・ファイア 〜奪われたiPS細胞〜（沖天火） - コウユ 役
- 2017年 グレート・アドベンチャー（俠盜聯盟） - アンバー 役
- 2018年 プロジェクト・グーテンベルク 贋札王（無双） - ユン・マン 役
- 2019年 オーバー・エベレスト 陰謀の氷壁（冰峰暴） - シャオタイズ 役

### テレビドラマ
※製作年、日本語題、（原題）、役名の順。日本語題のないものは日本未公開。
- 2000年 （你的生命如此多情） - 顔玉 役
- 2000年 （三少爺的剣） - 朱芊芊 役
- 2001年 始皇帝烈伝 ファーストエンペラー（秦始皇） - 敏代（ミンダイ）姫 役
- 2001年 （不回家的男人） - 陸童 役
- 2001年 （愛情宝典之風筝誤） - 淑娟 役
- 2002年 （英雄） - 葉敏役
- 2005年 （蟋蟀大師） - 小翠 役
- 2005年 （紫玉金砂） - 潘霊玉 役
- 2006年 南少林（南少林三十六房） - 李夢麟 役
- 2016年 （畫江湖之不良人第一季） - 女帝 役
- 2016年 （咱們相愛吧） - 林笑笑 役
- 2020年 （在一起） - 文静 役
- 2021年 （假日暖洋洋） - 宋小可
- 2023年 ロング・シーズン 長く遠い殺人（漫長的季節） - 沈墨（中年） 役
- 2023年 （她的城） - 艾英 役